# Avantis

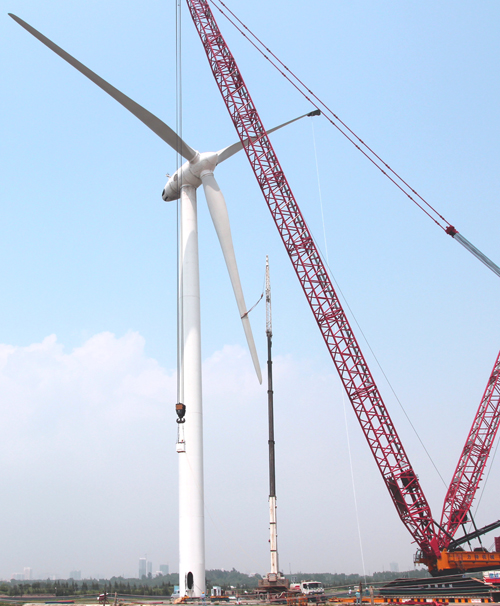
AV928

Die AVANTIS ist ein Entwickler und Hersteller für getriebelose Windenergieanlagen mit Hauptsitz in Hongkong.
Die Gesellschaft hat in Hamburg ein Tochterunternehmen (Avantis Europe GmbH) und weitere Büros und Fertigungsstätten befinden sich in Europa, Asien, Nord- und Südamerika. Das Unternehmen ist des Weiteren auch Dienstleister für Service/Wartung, Planungssupport und Standortevaluierung. Unter den Lizenznehmern der Anlagentechnologie befinden sich unter anderem das südkoreanische Unternehmen Hyundai Heavy Industries.

## Geschichte
Im Jahr 2004 wurde die Avantis Group gegründet. Das Unternehmen begann mit der Entwicklung eines eigenständigen Anlagenkonzeptes. Im folgenden Jahr entstand das Joint Venture Guangxi Yinhe Avantis Wind Power Co. 2009 wurde ein Prototyp in Beihai, China, errichtet und die Hamburger Tochtergesellschaft Avantis GmbH eröffnet. 2010 schließlich begann die Serienfertigung (ca. 400 Turbinen pro Jahr) nach erfolgreichen Tests an der 2,5-MW-Anlage.

## Anlagentypen/Technische Daten
Die von Avantis entwickelte Turbine ist derzeit (Stand 2011) weltweit die größte direkt angetriebene und mit einem Permanentmagnet-Generator ausgestattete Turbine, die den Low-Voltage-Ride-Through-Test bestanden hat. Der Test bezeugt, dass die Turbine auch bei erheblichen Netzstörungen weiterhin im Betrieb bleibt und das Netz somit unterstützt.
|                                    | AV928           | AV1010          |
| IEC Klasse                         | IIa             | IIIa            |
| Nennleistung (kW)                  | 2500            | 2300            |
| Einschaltwindgeschwindigkeit (m/s) | 3               | 3               |
| Abschaltwindgeschwindigkeit (m/s)  | 25              | 25              |
| Rotordurchmesser (m)               | 93,3            | 100,6           |
| überstrichene Fläche (m²)          | 6821            | 7948            |
| Drehzahl pro Minute                | 16              | 14,2            |
| Leistungsregelung                  | Pitch           | Pitch           |
| Getriebe                           | nein            | nein            |
| Generator                          | Permanentmagnet | Permanentmagnet |
| Nabenhöhe (m)                      | 80              | 99              |

## Design
Das Design der Avantis-Anlagen wurde von dem deutschen Industriedesigner Luigi Colani entworfen.